# Trigonoptera japeni
Trigonoptera japeni là một loài bọ cánh cứng trong họ Cerambycidae.